# E49 (trasa europejska)
E49 – trasa europejska łącznikowa (kategorii B), biegnąca przez Niemcy, zachodnie Czechy i północną Austrię. Długość trasy wynosi 740 km.

## Przebieg E49
- Niemcy: Magdeburg – Halle – Lipsk – Plauen – Schönberg
- Czechy: Vojtanov – Karlowe Wary – Pilzno – Halámky
- Austria: Horn – Wiedeń

## Galeria

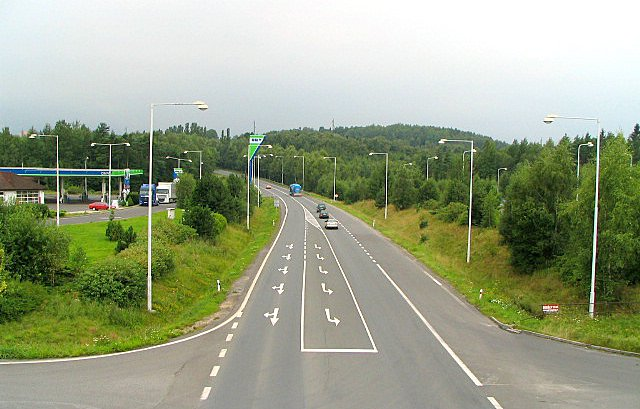
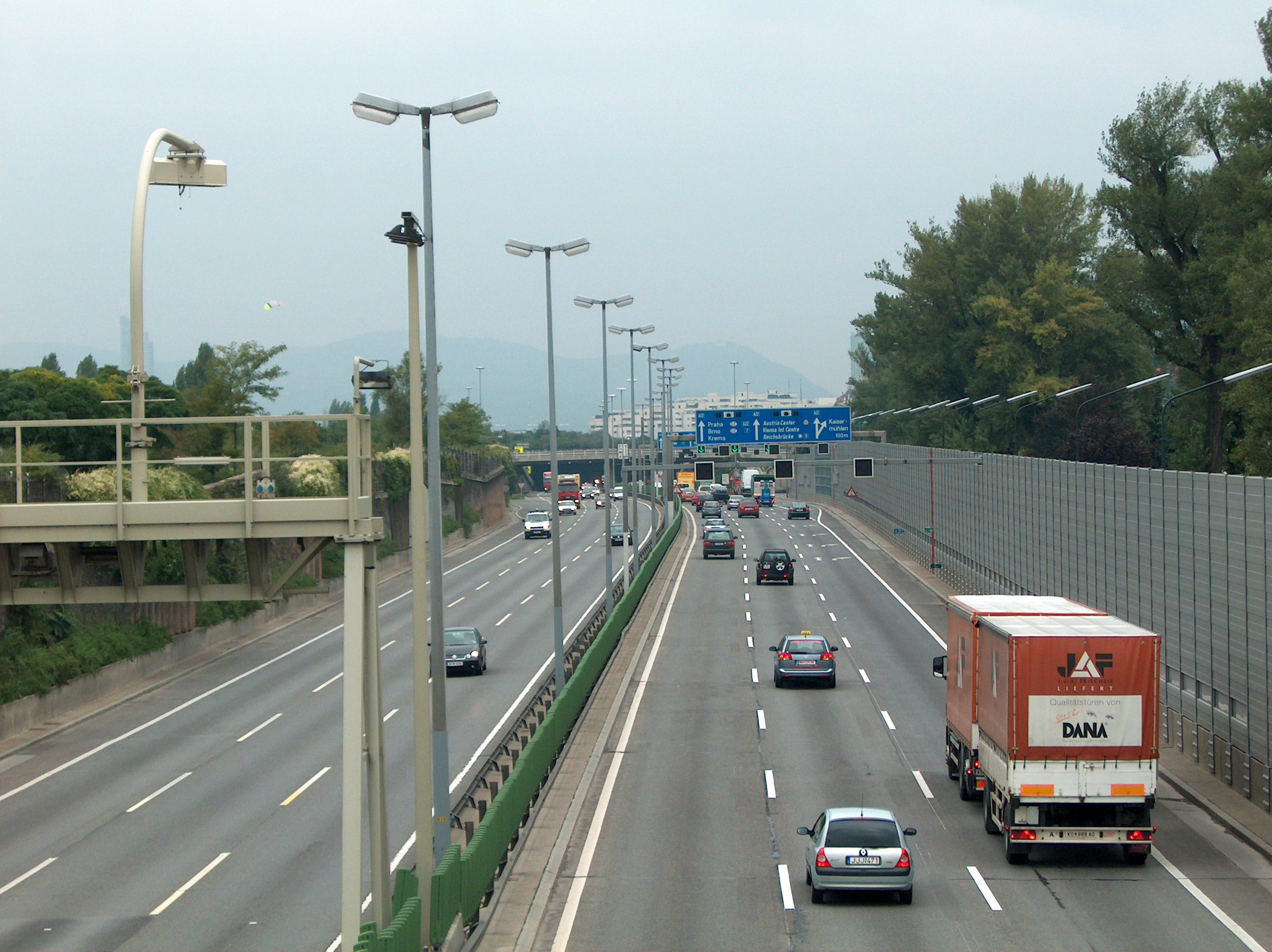